# Кубань (стадіон)
«Кубань» — багатоцільовий стадіон в місті Краснодарі, домашня арена футбольного клубу «Урожай» з 2018 року і відродженої вболівальниками і колишніми гравцями клубу команди «Кубань» з 2019 року. 
У 1960-2018 роках стадіон був домашнім для клубу «Кубань», в 2009-2016 роках суперників на ньому приймав також клуб «Краснодар», а в 2018 році стадіон був домашньою ареною для ЖФК «Кубаночка». Місткість стадіону складає 35 200 глядачів. Стадіон був відкритий 30 жовтня 1960 року, а перший футбольний матч на ньому відбувся 14 травня 1961 року.

## Історія
Стадіон був побудований в 1960 році, урочисто відкритий 30 жовтня того ж року. На момент відкриття офіційно вміщував 20 000 глядачів (реально 25 000). Після реконструкції 1980 року (надбудови верхніх ярусів) максимальна місткість піднялася до 50 тисяч чоловік.
У 2004 році на стадіоні було проведено матч національних збірних Росії та Естонії у рамках відбіркового циклу чемпіонату світу 2006 року, що завершився з рахунком 4:0 на користь збірної Росії. Через рік на стадіоні «Кубань» пройшов стиковий поєдинок молодіжного чемпіонату Європи між збірною Росії і збірною Данії.
На початку 2005 року кубанська арена стала «домашньою» для майбутнього володаря Кубка УЄФА — ЦСКА, який здобув на її полі дві найважливіші перемоги на шляху до Кубка: 2:0 над лісабонською «Бенфікою» в першому матчі 1/16 фіналу і 2:0 над белградським «Партизаном» у повторному матчі 1/8 фіналу. Саме тому Краснодар став першим російським містом після Москви, в який «армійці» привезли виграний ними Кубок УЄФА для виставляння на загальний огляд — спочатку в музеї ФК «Кубань» на НТБ клубу, а потім на стадіоні «Кубань».
На початку 2008 року на стадіоні був проведений черговий ремонт, на північну, західну та східну трибуни були встановлені нові пластикові сидіння на покращеній основі, а також встановлено нове, сучасне кольорове табло. У березні 2009 року було завершено черговий етап ремонту стадіону, в ході якого встановлені пластикові сидіння на південну трибуну і модифіковані бігові доріжки навколо поля.
6 березня 2011 року на стадіоні відбувся матч за Суперкубок Росії, в якому санкт-петербурзький «Зеніт» обіграв московський ЦСКА з рахунком 1:0. Згодом на стадіоні пройшов і матч за Суперкубок Росії 2014 року, де перемогу здобули саме "армійці".
Планувалося, що чергова реконструкція арени розпочнеться вже у другій половині 2015 року, але керівництво регіону ухвалило рішення розпочати реконструкцію після чемпіонату світу з футболу 2018 року.

## Основні характеристики стадіону
Рік побудови: 1960
Загальна місткість: 31 654
Інформаційне табло: 1 електронне, багатобарвне
Освітлювальні щогли: 4 (на них встановлено 230 прожекторів Philips Arena Vision (MVF 403/2 kW), які забезпечують освітленість 1850 люкс)

### Поле
Розмір ігрового поля: 104 м х 70 м
Газон: природний, трав'яний з підігрівом

### Трибуни
Кількість трибун: 4 («Захід», «Схід», «Північ» і «Південь»)
Вказана місткість трибун за даними сайту стадіону, у дужках — за даними схеми на сайті ФК «Кубань».
- Трибуна «Захід» — 12 800 місць (11 733 місця):
нижній ярус — 4 500 місць (4 468)
верхній ярус — 8 300 місць (7 265)
- Трибуна «Схід» — 16 000 (12 949):
нижній ярус — 5 100 місць (5 065)
верхній ярус — 10 900 місць (7 884)
- Трибуна «Північ» (гостьова) — 3 200 місць (3 351)
- Трибуна «Південь» (фанатська) — 3 200 місць (3 188)

### Місткість
Існують дві версії кількості місць на стадіоні. Сайт стадіону і сайт РФС вказують місткість 35 200 глядачів, сайт ФК «Кубань» — 31 654 глядача. За рахунок установки в 2008 і 2009 роках пластикових сидінь на південну і північну трибуни місткість стадіону повинна була збільшитися з 28 000 місць більше, ніж на 6 000. Однак керівництвом стадіону заявлялася місткість в 32 000, яка згодом була знижена до 31 654. Згідно схемі стадіону на офіційному сайті клубу, на стадіоні встановлені 31 221 глядацьких крісла, однак ця схема не враховує VIP-ложі між ярусами трибуни «Захід» і ложі преси.
При цьому, за інформацією клубу, на матчі раунду плей-оф Ліги Європи «Кубань» — «Феєнорд» були присутні 32 275 глядачів, що не відповідає клубним даним по сумарній місткості, особливо з урахуванням малої кількості глядачів на північній (гостьовий) трибуні на цій грі.

### Відеоспостереження
Для проведення на стадіоні матчу за Суперкубок Росії в 2011 році, на «Кубані» було посилено відеоспостереження. Таким чином, за кількістю відеообладнання стадіон став другим в Росії після «Лужників».

## Адреса
- 350038, Краснодар, вул. Залізнична, 49